# Emiliano Donadello
Emiliano Donadello (Vicenza, 19 april 1983) is een Italiaans voormalig professioneel wielrenner.

## Belangrijkste overwinningen
2006
- 10e etappe Baby Giro

2007
- 6e etappe Ronde van Venezuela